# Drone Hopper-Androni Giocattoli/Saison 2022
Diese Liste beschreibt die Mannschaft und die Siege des Radsportteams Drone Hopper-Androni Giocattoli in der Saison 2022.

## Mannschaft
| Teamkader 2022                            | Teamkader 2022     | Teamkader 2022 | Teamkader 2022                                  |
| Name                                      | Geburtsdatum       | Land           | Vorheriges Team                                 |
| ----------------------------------------- | ------------------ | -------------- | ----------------------------------------------- |
| Juan Diego Alba                           | 11. September 1997 | Kolumbien      | Movistar Team (2021)                            |
| Mattia Bais                               | 19. Oktober 1996   | Italien        | Cycling Team Friuli (2019)                      |
| Gabriele Benedetti                        | 9. Juni 2000       | Italien        | Zalf Euromobil Fior (2021)                      |
| Alessandro Bisolti                        | 7. März 1985       | Italien        | Nippo-Vini Fantini (2017)                       |
| Alexander Cepeda (1. Jan.–31. Jul., Anm.) | 16. Juni 1998      | Ecuador        | Coraje Carchense (2019)                         |
| Luca Chirico                              | 16. Juli 1992      | Italien        | Torku Şekerspor (2017)                          |
| Eduard-Michael Grosu                      | 4. September 1992  | Rumänien       | Delko (2021)                                    |
| Trym Westgaard Holther                    | 9. Juli 2003       | Norwegen       |                                                 |
| Leonardo Marchiori                        | 13. Juni 1998      | Italien        | NTT Continental Cycling Team (2020)             |
| Umberto Marengo                           | 21. Juli 1992      | Italien        | Bardiani CSF Faizanè (2021)                     |
| Didier Merchán                            | 26. Juli 1999      | Kolumbien      | Colombia Tierra de Atletas-GW Bicicletas (2021) |
| Daniel Muñoz                              | 21. November 1996  | Kolumbien      | EPM (2018)                                      |
| Andrij Ponomar                            | 5. September 2002  | Ukraine        | Team Franco Ballerini (2020)                    |
| Simone Ravanelli                          | 4. Juli 1995       | Italien        | Biesse Carrera (2019)                           |
| Jhonatan Restrepo                         | 28. November 1994  | Kolumbien      | Manzana Postobón (2019)                         |
| Brandon Rojas Vega                        | 2. Juli 2002       | Kolumbien      | Colombia Tierra de Atletas-GW Bicicletas (2021) |
| Eduardo Sepúlveda                         | 13. Juni 1991      | Argentinien    | Movistar Team (2020)                            |
| Filippo Tagliani                          | 14. August 1995    | Italien        | Zalf Euromobil Désirée Fior (2020)              |
| Natnael Tesfatsion                        | 23. Mai 1999       | Eritrea        | NTT Continental Cycling Team (2020)             |
| Santiago Umba                             | 20. November 2002  | Kolumbien      |                                                 |
| Martí Vigo del Arco                       | 22. Dezember 1997  | Spanien        |                                                 |
| Edoardo Zardini                           | 2. November 1989   | Italien        | Vini Zabù (2021)                                |
| Ricardo Zurita                            | 10. November 2000  | Spanien        |                                                 |
| Andrea Piccolo (24. Jun.–31. Jul., Anm.)  | 23. März 2001      | Italien        | GSC Viris Vigevano Lomellina (2021)             |
|                                           |                    |                |                                                 |
| Quelle: ProCyclingStats                   |                    |                |                                                 |

Anmerkung: Alexander Cepeda, Teamwechsel
Anmerkung: Andrea Piccolo, Teamwechsel

## Siege
| Siege    | Siege                            | Siege     | Siege  | Siege                | Siege |
| Datum    | Rennen                           | Staat     | Klasse | Sieger               |       |
| -------- | -------------------------------- | --------- | ------ | -------------------- | ----- |
| 23. Jan. | Vuelta al Táchira, 8. Etappe     | Venezuela | 2.2    | Didier Merchán       |       |
| 22. Feb. | Tour du Rwanda, 2. Etappe        | Ruanda    | 2.1    | Jhonatan Restrepo    |       |
| 27. Feb. | Tour du Rwanda, Gesamtwertung    | Ruanda    | 2.1    | Natnael Tesfatsion   |       |
| 13. Apr. | Türkei-Rundfahrt, 4. Etappe      | Türkei    | 2.Pro  | Eduardo Sepúlveda    |       |
| 5. Jun.  | Adriatica Ionica Race, 2. Etappe | Italien   | 2.1    | Natnael Tesfatsion   |       |
| 9. Sep.  | Rumänien-Rundfahrt, 3. Etappe    | Rumänien  | 2.1    | Eduard-Michael Grosu |       |